# Айдын Эфенди
Айдын Эфенди (26 ноября 1959 — 20 августа 1996) (настоящее имя: Айдын Ниязи оглу Эфендиев) — азербайджанский поэт и математик, писавший свои стихи на русском языке. Несмотря на то, что Эфенди прожил короткую жизнь и оставил скромное творческое наследие (всего 2 сборника стихов), его поэзия стала важной частью литературы Азербайджана.

## Биография
Он родился 26 ноября 1959 года. После окончания средней школы поступил в Бакинский государственный университет на механико-математический факультет, который окончил в 1981 году. Спустя 3 года защитил диссертацию. 
Часто ездил в командировки по СССР и за его пределы. В 1981 году начал писать стихи. Стал учить японский язык, увлёкся японской поэзией.
На поэзию Эфенди повлияли такие авторы, как Симадзаки Тосон, Такамура Котаро, Такахаси Синкити. Особенно большое влияние на него оказал Т. С. Элиот.  В конце 1980-х и начале 1990-х годов Эфенди читал лекции в университетах Хельсинки, Тампере и Никосии.
Писал стихи и короткую прозу на русском языке. Со второй половины 1980-х годов его стихи публиковались в республиканских газетах и журналах, литературно-художественном альманахе Бакинского центра искусств, «Литературной газете». 
Первый сборник — «Отсутствие» вышел в 1996 году, незадолго до смерти автора. 
Умер 20 августа 1996 года. Второй сборник «Сотвори себе остров» – вышел посмертно, в 2002 году.

## Анализ творчества
«Литературный Азербайджан»:

У Айдына Эфенди – свой поэтический «голос», свои привнесения в поэтику стихосложения. Высокий интеллект, глубина мысли, философско-художественное постижение жизни,
мировосприятие в ракурсе синтеза культур, стилевое новаторство, свободное изложение рифмованных и нерифмованных стихов, отличающихся энергетикой и ритмикой, символичность
и ассоциативность мышления, обилие метафор, лексико-семантическая и семиотическая насыщенность, притяжение и магия поэтического изложения – характерные особенности, присущие поэзии Айдына Эфенди.

Друг Айдына, кинорежиссёр Азер Агаларов отмечал:

Айдын был настоящим, чистым поэтом, человеком души... Его поэзия — это одни сильные эмоции. Муки, страдания его просто не поддаются разуму. Он, кажется, взвалил на себя всю тяжесть бренного мира. Его израненная душа металась из стороны в сторону, не могла обрести покой.